# Château de Voorst

Le château de Voorst est un château des seigneurs de Voorst qui était situé à proximité immédiate de Zwolle dans la province néerlandaise d'Overijssel. Ce château a été démoli en 1362.

## Description
Le château se tenait sur une dune surplombant la rivière dans le Westenholte actuel, sur la route de Zwolle à Kampen. Le Stins Park a été élevé à cet endroit aujourd'hui, où se trouvait le château. Un «château de jeu» totalement construit en bois y a été placé, un clin d'œil au passé.
Le mur extérieur du château principal avait une forme ovale et une empreinte au sol de 48 par 44 mètres. La fondation avait 2 mètres d'épaisseur. À l'est se trouvait le château extérieur, séparé par un fossé de 8 mètres de large. Autour de l'ensemble du château, il y avait un fossé large mais peu profond, de 22 à 40 mètres de large. Il y avait également un système de fossés autour de ce fossé principal.

## Histoire
Le château appartenait aux seigneurs de Voorst. En 1224, chevaliers et paysans du Salland se révoltèrent contre l'évêque d'Utrecht, Otto II de Lippe. L'évêque et son armée sont alors venus rétablir l'ordre et ont détruit le château.
Le 21 mars 1294, le château est assiégé par une armée composée de troupes des villes de Deventer, Kampen et Zwolle et un grand groupe de chevaliers, dont les seigneurs d'Almelo, Kuinre et Buckhorst (nl). Le siège a été levé après l'intervention de Renaud Ier de Gueldre.
En 1318, les seigneurs de Voorst ont fait usage de leur avantage sur l'évêque Frédéric de Sirk et ont revendiqué une plus grande partie du Zwoller Mars (marais de Zwolle). Le 13 octobre de la même année, le landsheer (ou propriétaire terrien) a statué concernant la digue de Voorst. Zwolle a été autorisé à conserver la partie précédemment attribuée, tandis que les seigneurs ont chacun reçu l'une des sept fermes appartenant à la maison Voghelweyde.
En juillet 1324, les seigneurs de Voorst ont déclenché un incendie dans la ville de Zwolle. La ville fut totalement détruite et il ne restait que neuf maisons encore debout. Cela résulte de la lutte d'influence d'alors entre les nobles et les villes. L'évêque d'Utrecht a soutenu les villes. Zwolle a également été incendiée dans la nuit du 14 au 15 octobre 1361. Cette fois, parce que le seigneur Zweder van Voorst, fils de Roderick van Voorst et Beatrix van Keppel, s'attendait à ce qu'il ne participe pas au drainage du Mastenbroek.
En 1362, l'évêque Jan van Arkel et les villes de Zwolle, Deventer et Kampen ont marché contre le château. Après trois jours, les troupes se sont introduites dans le château, mais il a fallu quinze semaines avant que l'ensemble du lieu ne soit totalement aux mains des assiégeants : les seigneurs ont âprement négocié leur reddition et leur vie. Le château a de nouveau été rasé. Après cela, le château n'a jamais été reconstruit. Une des portes du château a été emportée par le parti de Kampen et peut encore être vue à la mairie de Kampen. Les pierres de tuf et les briques du château de Voorst ont été utilisés pour la construction du Manoir Werkeren (ou Huis Werkeren).
Le parc du château est classé monument archéologique depuis 1974. Lors d'une fouille limitée a été menée en 1981, de nombreuses vestiges ont été trouvés. De nombreux objets ont aussi été retrouvés dans le fossé, y compris une épée de qualité exceptionnelle avec des décorations en argent.

## Anecdotes
La Kamperpoort, une ancienne porte de la ville de Zwolle, est également connu sous le nom de Voorsterpoort (la porte de Voorst).
Le parc de bureaux Voorsterpoort et le parc d'activités Voorst portent des noms relatifs au nom du château.

## Galerie

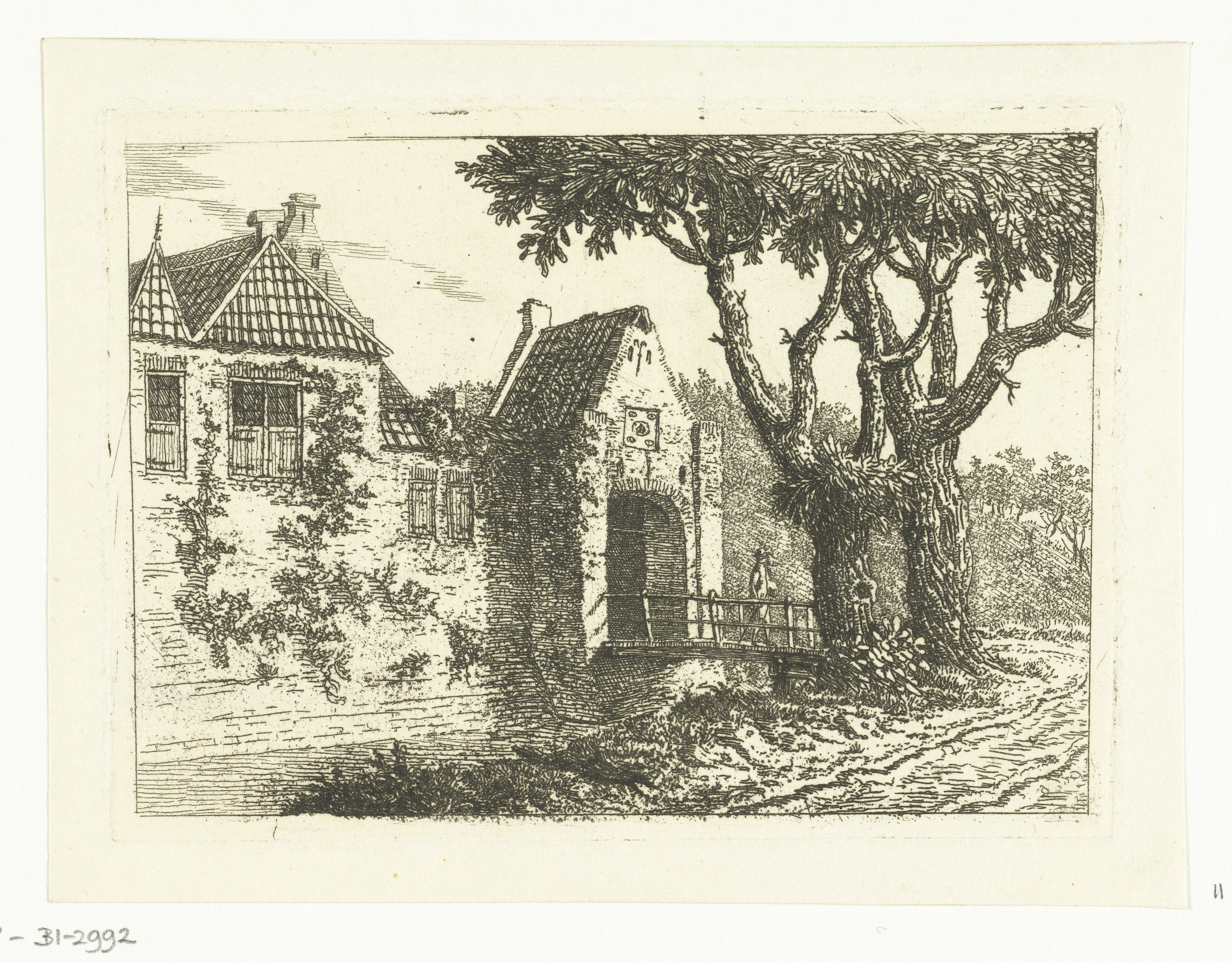
Vue associée au château entre 1778 et 1838
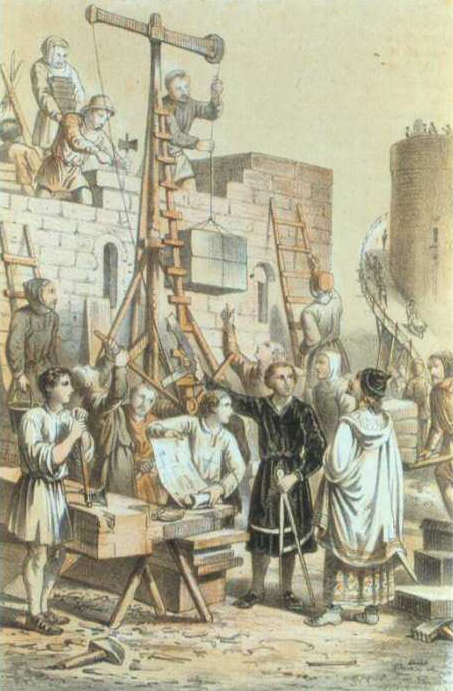
La construction du château sur une estampe du XIXe siècle.
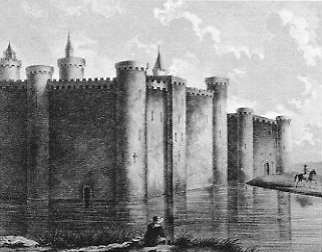
Représentation fantastique de Kasteel Voorst par W.J. Hofdijk (vers 1840).
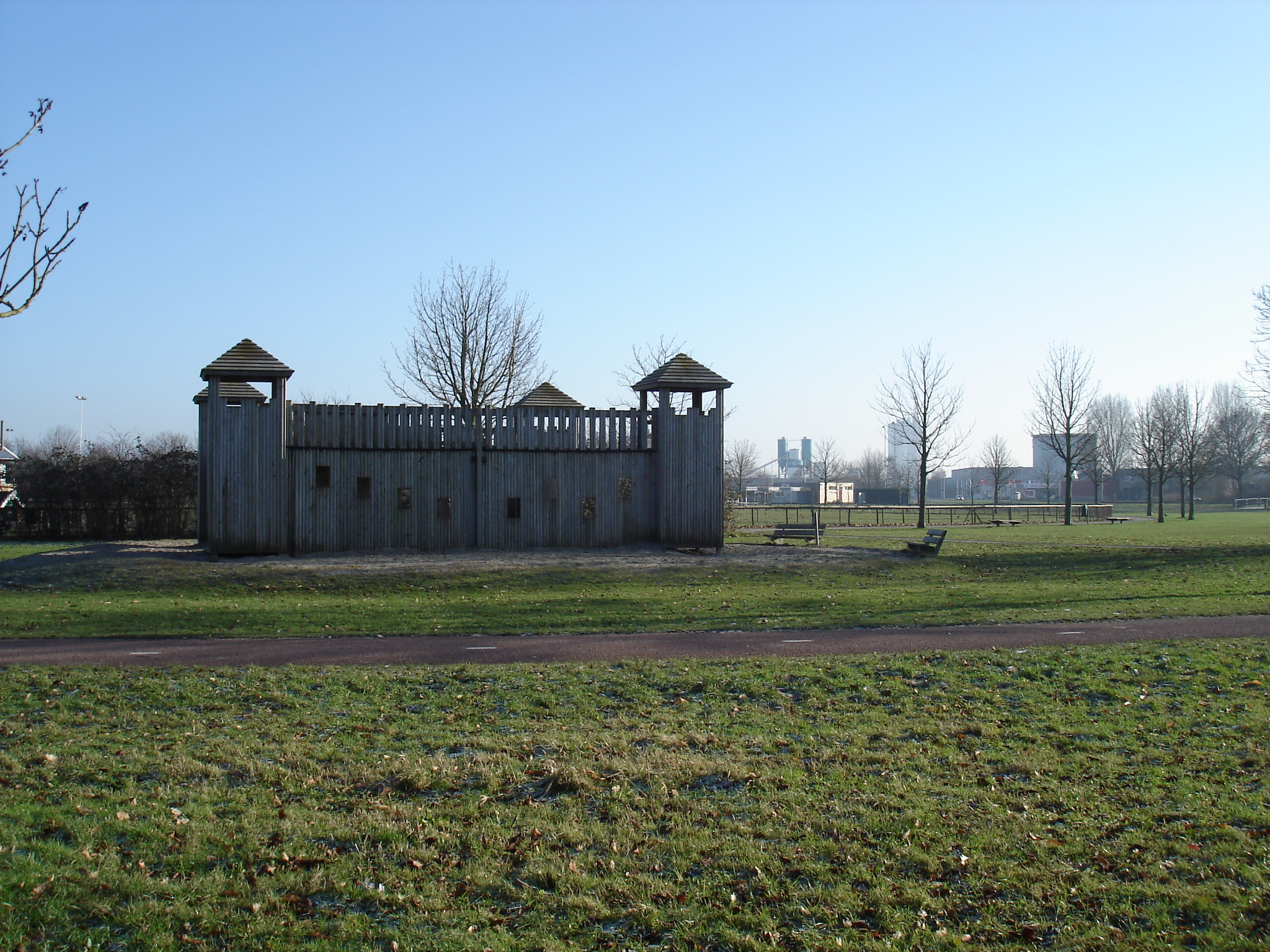
Stins Park, un clin d'œil au passé: un château de jeux pour les enfants.
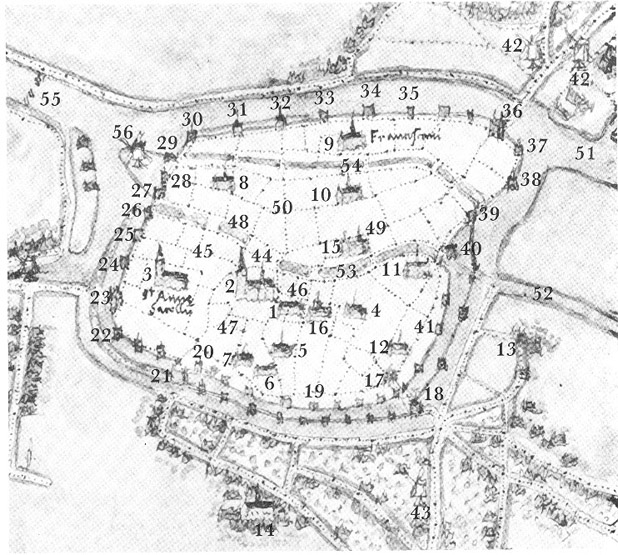
Le numéro 23 (à gauche) indique l'emplacement de la Kamperpoort/Voosterpoort sur ce plan de Zwolle de J. van Deventer vers 1560.
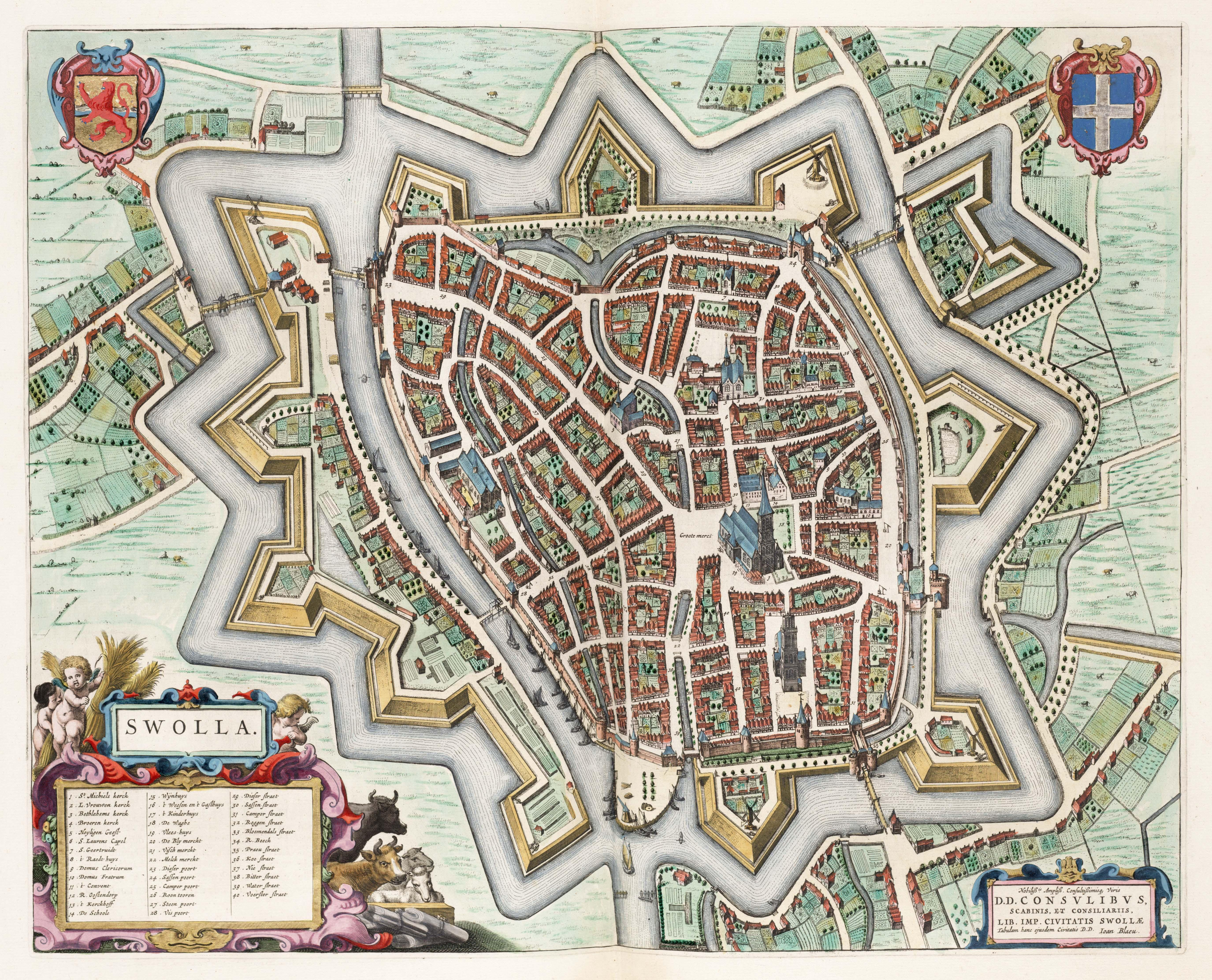
Le numéro 25 (en bas de l'image) indique l'emplacement de la Kamerpoort sur ce plan de Zwolle tiré de l' Atlas van Loon (1649).